# The Crew Cuts
The Crew Cuts (Крю катс) — канадский мужской вокальный квартет.
Как пишет музыкальный сайт AllMusic, даже «на самых полных списках злодеев рок-н-ролла Crew Cuts заняли бы место недалеко от вершины. Во-первых, они не были рок-н-ролльщиками: их подход в стиле клуба аккуратного белого гармонического пения был на самом-то деле в стиле групп начала—середины 50-х — таких, как Four Aces, Four Lads и Four Freshmen. Однако канадский квартет отличался от этих исполнителей тем, что [записывал не свои песни, а] сосредоточился на записи каверов на оригинальные записи [других] ритм-н-блюзовых и ду-вопных вокальных групп.»
В 1954 году они записали кавер на песню «Sh-Boom» группы The Chords. Сингл с их версией (выпущенный на лейбле Mercury Records) провёл 8 недель на 1 месте чартов журнала «Билборд» в августе—сентябре 1954 года. (В чарты он попал 30 июля 1954 года и оставался там 20 недель). Как пишет AllMusic, этот кавер «стал шаблоном [для их будущих каверов] и создал условия для коммерческого успеха других попсовых обработок ими ритм-н-блюзовых хитов групп Penguins, Gene & Eunice, Otis Williams & the Charms, Robins, Spaniels, Nutmegs и других».

## Состав
- Руди Мауджери (англ. Rudi Maugeri, 27 января 1931 — 7 мая 2004) — лид-вокал, баритон
- Джон Перкинс (англ. John Perkins, род. 28 августа 1931) — лид-вокал, тенор
- Рей Перкинс (англ. Ray Perkins, род. 24 ноября 1932) — бас (брат Джона Перкинса)
- Пэт Барретт (англ. Pat Barrett, род. 15 сентября 1933) — лид-вокал, тенор

## Дискография
- См. «The Crew-Cuts § Discography» в английском разделе.